# (32432) 2000 RT86
2000 RT86 (asteroide 32432) é um asteroide da cintura principal. Possui uma excentricidade de 0.09522760 e uma inclinação de 4.70317º.
Este asteroide foi descoberto no dia 2 de setembro de 2000 por LONEOS em Anderson Mesa.